# Idioma iu mien
| Iu mien             | Iu mien                                                                            |
| ------------------- | ---------------------------------------------------------------------------------- |
| Países              | China, Vietnam, Laos, Tailandia y comunidades iu mien en Estados Unidos y Francia. |
| Número de hablantes | 800 000 en 1995                                                                    |
| Familia lingüística | Hmong-mien - Miénico - Mian-Jin - Iu mien                                          |
| Idioma oficial      | China (en el condado autónomo de Jinxiu Yao)                                       |

El idioma iu mien (iu mien: Iu Mienh, [ju˧ mjɛn˧˩]; chino: 勉語 o 勉方言; tailandés: ภาษาอิวเมี่ยน) es el idioma hablado por el pueblo iu mien en China (donde son considerados un grupo constituyente de los pueblos yao), Laos, Vietnam, Tailandia y, más recientemente, en la diáspora de Estados Unidos. Al igual que otros idiomas miénicos, es tonal y monosilábico.
En China, los lingüistas sostienen que el dialecto predominante en Chengdong, un condado autónomo yao en Jinxiu, Guangxi, es considerado como el estándar. Este mismo dialecto es empleado por los iu mien en el oeste. Sin embargo, dado que la mayoría de ellos son refugiados de Laos, su habla incorpora influencias de los idiomas lao y tailandés.
El iu mien tiene un 78% de similitud léxica con el idioma miénico kim mun (también conocido como lanten), un 70% con el mien biao-jiao y un 61% con el idioma hmong-mien dzao min. 

## Distribución geográfica
En China, se habla iu mien en varios condados. Hay 130 000 hablantes en la provincia de Hunan, y 400 000 hablantes en las provincias de Guangxi, Yunnan, Guangdong, Guizhou y Jiangxi.
En Vietnam, las personas dao pertenecientes a los subgrupos Đại Bản, Tiểu Bản, Quần Chẹt, Ô Gang, Cóc Ngáng y Cóc Mùn hablan dialectos del idioma.

## Fonología

### Consonantes
Hay 31 fonemas consonánticos en iu mien. Una característica distintiva de las consonantes iu mien es la presencia de nasales y laterales sordas.
|                      |                      | Labial | Alveolar | Alveolar | Palatal | Velar | Glotal |
| sin rasgo distintivo | silbante             | Labial |          |          | Palatal | Velar | Glotal |
| -------------------- | -------------------- | ------ | -------- | -------- | ------- | ----- | ------ |
| Nasal                | sonora               | m      | n        |          | ɲ       | ŋ     |        |
| Nasal                | sorda                | m̥      | n̥        |          | ɲ̥       | ŋ̊     |        |
| Oclusiva / Africada  | sin rasgo distintivo | p      | t        | t͡s       | t͡ɕ      | k     | ʔ      |
| Oclusiva / Africada  | aspirada             | pʰ     | tʰ       | t͡sʰ      | t͡ɕʰ     | kʰ    | ʔ      |
| Oclusiva / Africada  | sorda                | b      | d        | d͡z       | d͡ʑ      | ɡ     | ʔ      |
| Fricativa            | Fricativa            | f      |          | s        |         |       | h      |
| Vocoide no silábico  | Vocoide no silábico  |        |          |          | j       | w     |        |
| Lateral              | sonora               |        | l        |          |         |       |        |
| Lateral              | sorda                |        | l̥        |          |         |       |        |

A diferencia del hmong, que generalmente prohíbe las consonantes coda, el iu mien tiene siete fonemas consonánticos simples que pueden tomar la posición coda. 
Estas consonantes son /m/, /n/, /ŋ/, [p̚], [t̚], [k̚] y /ʔ/. Algunas de las oclusivas sólo pueden aparecer como consonantes finales cuando van acompañadas de ciertos tonos. Por ejemplo, /ʔ/ solo ocurre con el tono ⟨c⟩ o ⟨v⟩.

### Vocales
|              | Anterior | Central | Posterior |
| ------------ | -------- | ------- | --------- |
| Cerrado      | i        |         | u         |
| Semicerrado  | e        |         | o         |
| Semiabierto  | ɛ        | ɜ       |           |
| Casi abierto | æ        | ɐ       |           |
| Abierto      | aː       |         | ɒ         |

Las vocales se representan en la escritura unificada iu mien utilizando combinaciones de las seis letras, ⟨a⟩, ⟨e⟩, ⟨i⟩, ⟨o⟩, ⟨u⟩ y ⟨r⟩. Según Bruhn,  los monoptongos son ⟨i⟩, ⟨u⟩, ⟨e⟩, ⟨o⟩, ⟨ai⟩, ⟨er⟩, ⟨ae⟩, ⟨a⟩, ⟨aa⟩ y ⟨or⟩. Los diptongos son ⟨ai⟩, ⟨aai⟩, ⟨au⟩, ⟨aau⟩, ⟨ei⟩, ⟨oi⟩, ⟨ou⟩, ⟨eu⟩.
Además, se pueden formar diptongos y triptongos adicionales a partir de las vocales antes mencionadas. Dichas vocales atestiguadas por Bruhn incluyen ⟨ia⟩, ⟨iaa⟩, ⟨ie⟩, ⟨io⟩, ⟨iu⟩, ⟨ior⟩, ⟨iai⟩, ⟨iaai⟩, ⟨iau⟩, ⟨iaau⟩, ⟨iei⟩, ⟨iou⟩ ⟨ua⟩ ⟨uaa⟩ ⟨uae⟩ ⟨ue⟩ ⟨ui⟩ ⟨uo⟩ ⟨uai⟩ ⟨uaai⟩ ⟨uei⟩.

### Tonos
El iu mien es un idioma tonal con seis tonos observados.
En el sistema de escritura más común de la lengua, la escritura unificada iu mien (IMUS), los tonos no se marcan con diacríticos, sino que el tono de una palabra se indica mediante una letra marcadora especial al final de la palabra. Si una palabra carece de marcador, debe pronunciarse con un tono medio.
| API    | Descripción                        | IMUS | Ejemplo | Significado en inglés |
| ------ | ---------------------------------- | ---- | ------- | --------------------- |
| ˦/˦˥   | Alto                               | v    | maaiv   | desequilibrado        |
| ˧˩     | Medio, descendente                 | h    | maaih   | tener                 |
| ˧      | Medio                              | ∅    | maai    | cola básica de pájaro |
| ˨/˨˩   | Bajo                               | c    | maaic   | vender                |
| ˨˧     | Bajo, ascendente                   | x    | maaix   | pesadilla             |
| ˨˧/˨˧˨ | Más bajo, más largo, subida-bajada | z    | maaiz   | comprar               |

## Gramática
El iu mien es un idioma analítico y carece de flexión. También es una lengua monosilábica, con la mayor parte de su léxico compuesto por una sílaba.
El idioma sigue un orden de palabras SVO (sujeto-verbo-objeto). Algunas otras propiedades sintácticas incluyen las siguientes:
- Los adjetivos van después de los sustantivos.
- Las palabras interrogativas como "dónde" se colocan al final de las oraciones.
- La palabra negativa "maiv" (a veces abreviada como "mv") puede aparecer antes de los verbos para negarlos.
- Se usan muchas contracciones. Algunas palabras consisten en una sílaba acortada seguida de una segunda sílaba completa (estas sílabas se separan con apóstrofos). Un ejemplo es "ga'nyorc" ("araña"), que viene de "gaeng-nyorc" ("insecto-araña").

## Sistema de escritura
En el pasado, la falta de un alfabeto contribuyó a tasas bajas de alfabetización entre los hablantes de iu mien. Históricamente, se escribía con caracteres chinos en China; sin embargo, esto resultaba extremadamente difícil para los hablantes de iu mien de otros países como Laos y para los grupos que ahora residen en Occidente.
Para abordar esta dificultad, en 1984 se creó un sistema de escritura unificado para el idioma iu mien, adoptando el alfabeto latino, basado en una ortografía previa desarrollada en China. A diferencia del vietnamita, este sistema no emplea diacríticos para diferenciar los tonos o los diversos sonidos vocálicos, y se limita a las 26 letras del alfabeto latino básico ISO. Este sistema distingue 30 iniciales, 128 finales y ocho tonos. Los guiones se usan para conectar adjetivos con los sustantivos que modifican. Su estructura se asemeja al sistema RPA utilizado para el hmong y al esquema de transcripción Hanyu Pinyin empleado para el chino. 

## Películas
Las siguientes películas están en el idioma iu mien:
- 2003 – Death of a Shaman. Dirigida por Richard Hall y producida por Fahm Fong Saeyang.
- 2010 – "Siang-Caaux Mienh" (enlace roto disponible en Internet Archive; véase el historial, la primera versión y la última).. La historia de un padre de familia muy irresponsable, alcohólico y drogadicto. Le gustan sus malos amigos pero no quiere a su familia. Pero cuando empieza a pagar sus errores, se ha convertido en un punto de inflexión en su vida.
- 2011 – "Mborqv Jaax Ciangv" (enlace roto disponible en Internet Archive; véase el historial, la primera versión y la última).. Una conmovedora película familiar.